# Campionato mondiale di hockey su prato femminile 1976

## Formula

Francobollo dei Campionati del mondo di hockey femminili del 1976.

11 squadre sono inizialmente state inserite in due gironi composti da 5 squadre il primo e 6 squadre il secondo, in cui ogni squadra ha affrontato le altre appartenenti allo stesso girone. Le prime due di ogni gruppo si sono qualificate alle semifinali del torneo a eliminazione diretta, in cui le due vincenti hanno avuto accesso alla finalissima per la medaglia d'oro, mentre le due perdenti disputano la finale 3º-4º posto che ha assegnato la medaglia di bronzo.

## Risultati

### Fase preliminare
Le migliori due squadre di ogni gruppo passano alle semifinali.
|  | Qualificate alle semifinali |
|  | Eliminate                   |

#### Gruppo A
| Squadra     | Pt | PG | V | P | S | GF | GS | Diff.za |
| ----------- | -- | -- | - | - | - | -- | -- | ------- |
| Paesi Bassi | 8  | 4  | 4 | 0 | 0 | 23 | 3  | 20      |
| Belgio      | 6  | 4  | 3 | 0 | 1 | 14 | 4  | 10      |
| Messico     | 3  | 4  | 1 | 1 | 2 | 2  | 12 | -10     |
| Svizzera    | 2  | 4  | 0 | 2 | 2 | 2  | 12 | −10     |
| Italia      | 1  | 4  | 0 | 1 | 3 | 1  | 12 | −11     |

#### Partite Gruppo A
| Berlino Ovest 22 maggio 1975, ore 00:00 UTC+1 Incontro 1 | Paesi Bassi | 8 – 0 referto | Messico |  |

| Berlino Ovest 22 maggio 1975, ore 00:00 UTC+1 Incontro 2 | Belgio | 5 – 0 referto | Italia |  |

| Berlino Ovest 23 maggio 1975, ore 00:00 UTC+1 Incontro 6 | Paesi Bassi | 4 – 3 referto | Belgio |  |

| Berlino Ovest 23 maggio 1975, ore 00:00 UTC+1 Incontro 7 | Italia | 1 – 1 referto | Svizzera |  |

| Berlino Ovest 24 maggio 1975, ore 00:00 UTC+1 Incontro 11 | Paesi Bassi | 6 – 0 referto | Svizzera |  |

| Berlino Ovest 24 maggio 1975, ore 00:00 UTC+1 Incontro 12 | Belgio | 3 – 0 referto | Messico |  |

| Berlino Ovest 26 maggio 1975, ore 00:00 UTC+1 Incontro 16 | Paesi Bassi | 5 – 0 referto | Italia |  |

| Berlino Ovest 26 maggio 1975, ore 00:00 UTC+1 Incontro 17 | Svizzera | 1 – 1 referto | Messico |  |

| Berlino Ovest 27 maggio 1975, ore 00:00 UTC+1 Incontro 21 | Belgio | 3 – 0 referto | Svizzera |  |

| Berlino Ovest 27 maggio 1975, ore 00:00 UTC+1 Incontro 22 | Messico | 1 – 0 referto | Italia |  |

#### Gruppo B
| Squadra        | Pt | PG | V | P | S | GF | GS | Diff.za |
| -------------- | -- | -- | - | - | - | -- | -- | ------- |
| Germania Ovest | 10 | 5  | 5 | 0 | 0 | 21 | 1  | 20      |
| Argentina      | 8  | 5  | 4 | 0 | 1 | 18 | 3  | 15      |
| Francia        | 6  | 5  | 3 | 0 | 2 | 13 | 7  | 6       |
| Spagna         | 4  | 5  | 2 | 0 | 3 | 8  | 12 | −4      |
| Austria        | 2  | 5  | 1 | 0 | 4 | 3  | 10 | −7      |
| Niger          | 0  | 5  | 0 | 0 | 5 | 0  | 30 | −30     |

#### Partite Gruppo B
| Berlino Ovest 22 maggio 1975, ore 00:00 UTC+1 Incontro 3 | Spagna | 5 – 0 referto | Nigeria |  |

| Berlino Ovest 22 maggio 1975, ore 00:00 UTC+1 Incontro 4 | Germania Ovest | 3 – 1 referto | Argentina |  |

| Berlino Ovest 22 maggio 1975, ore 00:00 UTC+1 Incontro 5 | Francia | 4 – 1 referto | Austria |  |

| Berlino Ovest 23 maggio 1975, ore 00:00 UTC+1 Incontro 8 | Francia | 3 – 0 referto | Spagna |  |

| Berlino Ovest 23 maggio 1975, ore 00:00 UTC+1 Incontro 9 | Argentina | 3 – 0 referto | Austria |  |

| Berlino Ovest 23 maggio 1975, ore 00:00 UTC+1 Incontro 10 | Germania Ovest | 9 – 0 referto | Nigeria |  |

| Berlino Ovest 24 maggio 1975, ore 00:00 UTC+1 Incontro 13 | Germania Ovest | 5 – 0 referto | Spagna |  |

| Berlino Ovest 24 maggio 1975, ore 00:00 UTC+1 Incontro 14 | Austria | 2 – 0 referto | Nigeria |  |

| Berlino Ovest 24 maggio 1975, ore 00:00 UTC+1 Incontro 15 | Argentina | 2 – 0 referto | Francia |  |

| Berlino Ovest 26 maggio 1975, ore 00:00 UTC+1 Incontro 18 | Germania Ovest | 1 – 0 referto | Austria |  |

| Berlino Ovest 26 maggio 1975, ore 00:00 UTC+1 Incontro 19 | Argentina | 4 – 0 referto | Spagna |  |

| Berlino Ovest 26 maggio 1975, ore 00:00 UTC+1 Incontro 20 | Francia | 4 – 0 referto | Nigeria |  |

| Berlino Ovest 27 maggio 1975, ore 00:00 UTC+1 Incontro 23 | Germania Ovest | 3 – 0 referto | Francia |  |

| Berlino Ovest 27 maggio 1975, ore 00:00 UTC+1 Incontro 24 | Spagna | 2 – 0 referto | Austria |  |

| Berlino Ovest 27 maggio 1975, ore 00:00 UTC+1 Incontro 25 | Argentina | 8 – 0 referto | Nigeria |  |

### Classifica dal quinto all'undicesimo posto

#### Decimo e Undicesimo posto
| Berlino Ovest 1975, ore 00:00 UTC+1 Incontro 26     | Italia         | 1 – 1 referto                                         | Nigeria |  |
| \| \| \| \| \| \| Shootout 3 – 2 \| \|              |                |                                                       |         |  |
|                                                     |                |                                                       |         |  |
| Segnato · Sbagliato · Segnato · Sbagliato · Segnato | Shootout 3 – 2 | Segnato · Segnato · Sbagliato · Sbagliato · Sbagliato |         |  |

#### Nono posto
| Berlino Ovest 1975, ore 00:00 UTC+1 Incontro 31 | Austria | 1 – 0 referto | Italia |  |

|  | Eliminatorie | Eliminatorie | Eliminatorie |         |        | 5º classificato | 5º classificato | 5º classificato |  |
|  |              |              |              |         |        |                 |                 |                 |  |
|  | Spagna       | Spagna       | 3            |         |        |                 |                 |                 |  |
|  | Spagna       | Spagna       | 3            |         |        |                 |                 |                 |  |
|  | Messico      | Messico      | 1            |         |        |                 |                 |                 |  |
|  | Messico      | Messico      | 1            |         | Spagna | Spagna          | 3               |                 |  |
|  |              |              |              |         | Spagna | Spagna          | 3               |                 |  |
|  |              |              | Francia      | Francia | 0      |                 |                 |                 |  |
|  | Francia      | Francia      | Francia      | Francia | 0      | 1               |                 |                 |  |
|  | Francia      | Francia      |              |         |        | 1               |                 |                 |  |
|  | Svizzera     | Svizzera     | 0            |         |        | 7º classificato | 7º classificato | 7º classificato |  |
|  | Svizzera     | Svizzera     | 0            |         |        |                 |                 |                 |  |
|  |              |              |              |         |        |                 |                 |                 |  |
|  |              |              |              |         |        | Messico         | Messico         | 1               |  |
|  |              |              |              |         |        | Messico         | Messico         | 1               |  |
|  |              |              |              |         |        | Svizzera        | Svizzera        | 0               |  |

#### Eliminatorie
| Berlino Ovest 1975, ore 00:00 UTC+1 Incontro 27 | Spagna | 3 – 1 referto | Messico |  |

| Berlino Ovest 1975, ore 00:00 UTC+1 Incontro 28 | Francia | 1 – 0 referto | Svizzera |  |

#### Settimo e ottavo posto
| Berlino Ovest 1975, ore 00:00 UTC+1 Incontro 32 | Messico | 1 – 0 referto | Svizzera |  |

#### Quinto e sesto posto
| Berlino Ovest 1975, ore 00:00 UTC+1 Incontro 33 | Spagna | 3 – 0 referto | Francia |  |

### Fase a eliminazione diretta

#### Tabellone
|  | Semifinali     | Semifinali     | Semifinali |           |                | Finale          | Finale          | Finale          |  |
|  |                |                |            |           |                |                 |                 |                 |  |
|  | Germania Ovest | Germania Ovest | 3          |           |                |                 |                 |                 |  |
|  | Germania Ovest | Germania Ovest | 3          |           |                |                 |                 |                 |  |
|  | Belgio         | Belgio         | 1          |           |                |                 |                 |                 |  |
|  | Belgio         | Belgio         | 1          |           | Germania Ovest | Germania Ovest  | 2               |                 |  |
|  |                |                |            |           | Germania Ovest | Germania Ovest  | 2               |                 |  |
|  |                |                | Argentina  | Argentina | 0              |                 |                 |                 |  |
|  | Argentina      | Argentina      | Argentina  | Argentina | 0              | 0 (4)           |                 |                 |  |
|  | Argentina      | Argentina      |            |           |                | 0 (4)           |                 |                 |  |
|  | Paesi Bassi    | Paesi Bassi    | 0 (3)      |           |                | Finale 3º posto | Finale 3º posto | Finale 3º posto |  |
|  | Paesi Bassi    | Paesi Bassi    | 0 (3)      |           |                |                 |                 |                 |  |
|  |                |                |            |           |                |                 |                 |                 |  |
|  |                |                |            |           |                | Paesi Bassi     | Paesi Bassi     | 1               |  |
|  |                |                |            |           |                | Paesi Bassi     | Paesi Bassi     | 1               |  |
|  |                |                |            |           |                | Belgio          | Belgio          | 0               |  |

#### Semifinali
| Berlino Ovest 28 maggio 1975, ore 00:00 UTC+1 Incontro 29 | Germania Ovest | 3 – 1 referto | Belgio |  |

| Berlino Ovest 28 maggio 1975, ore 00:00 UTC+1 Incontro 30 | Argentina      | 0 – 0 referto                                       | Paesi Bassi |  |
| \| \| \| \| \| \| Shootout 4 – 3 \| \|                    |                |                                                     |             |  |
|                                                           |                |                                                     |             |  |
| Segnato · Segnato · Segnato · Segnato                     | Shootout 4 – 3 | Segnato · Segnato · Sbagliato · Segnato · Sbagliato |             |  |

#### Finale per il terzo posto
| Berlino Ovest 30 maggio 1975, ore 00:00 UTC+1 Incontro 34 | Paesi Bassi | 1 – 0 referto | Belgio |  |

#### Finale
| Berlino Ovest 30 maggio 1975, ore 00:00 UTC+1 Incontro 35 | Germania Ovest | 2 – 0 referto | Argentina |  |

| Campione del mondo di Hockey su prato femminile del 1976 |
| -------------------------------------------------------- |
| Germania 1º titolo                                       |

## Squadra vincitrice
| Giocatore             | Status     |
| --------------------- | ---------- |
| Gabriele Appel        | Giocatrice |
| Christl Behr          | Giocatrice |
| Ingrid Bruckert       | Giocatrice |
| Steffi Drescher       | Giocatrice |
| Evi Eckert            | Giocatrice |
| Birgit Hagen          | Giocatrice |
| Birgit Hahn           | Giocatrice |
| Uschi Keimer          | Giocatrice |
| Heidemarie Kilmpel    | Giocatrice |
| Christel Lau          | Giocatrice |
| Margit Muller         | Giocatrice |
| Gudrun Neumann        | Giocatrice |
| Gudrun Scholz         | Giocatrice |
| Elisabeth von Ladiges | Giocatrice |
| Birgitte Welzel       | Giocatrice |

## Statistiche

### Classifica finale
| Classifica | Nazionale      |
| ---------- | -------------- |
| Oro        | Germania Ovest |
| Argento    | Argentina      |
| Bronzo     | Paesi Bassi    |
| 4          | Belgio         |
| 5          | Spagna         |
| 6          | Francia        |
| 7          | Messico        |
| 8          | Svizzera       |
| 9          | Austria        |
| 10         | Italia         |
| 11         | Nigeria        |